# Aulok
Aulok (Aulock) – śląski herb szlachecki. 

## Opis herbu
Opis zgodnie z klasycznymi regułami blazonowania:
W polu błękitnym wół stojący czarny. Klejnot: Samo godło. Labry: Błękitne, podbite czernią.

## Herbowni
Mielęcki, Mielędzki.